# (1361) Leuschneria
(1361) Leuschneria es un asteroide que forma parte del cinturón de asteroides y fue descubierto por Eugène Joseph Delporte el 30 de agosto de 1935 desde el Real Observatorio de Bélgica, Uccle.

## Designación y nombre
Leuschneria recibió al principio la designación de 1935 QA.
Posteriormente se nombró en honor del astrónomo estadounidense Armin Otto Leuschner (1868-1953).

## Características orbitales
Leuschneria orbita a una distancia media de 3,081 ua del Sol, pudiendo acercarse hasta 2,684 ua. Su inclinación orbital es 21,59° y la excentricidad 0,1287. Emplea en completar una órbita alrededor del Sol 1975 días.